# Mycena luxperpetua
O Mycena luxperpetua é uma espécie de cogumelo divulgada no ano de 2009.